# Il primo uomo a saltare la Manica - Ron Ovvio
Il primo uomo a saltare la Manica - Ron Ovvio (Ron Obvious: The First Man to Jump the Channel) è uno sketch del Monty Python's Flying Circus trasmesso nel decimo episodio della prima serie nel 1969.

## Lo sketch
Lo sketch inizia con un annunciatore (John Cleese) che presenta l'atleta Ron Obvious (Terry Jones) mentre si accinge a tentare di saltare il Canale della Manica. L'annunciatore, poi, intervista il manager di Ron, il mafioso Luigi Vercotti (Michael Palin), e quest'ultimo elenca le imprese che Ron farà:
- Saltare il Canale della Manica: Ron tenta di saltare la Manica giungendo verso la costa francese (dove lo aspettano un gruppo di francesi che suonano la fisarmonica). Purtroppo Ron affonda a causa dei mattoni che trasporta (provenienti dalla Chippenham Brick Company, che sponsorizzava l'evento).
- Mangiare la Cattedrale di Chichester: Ron, dopo essersi lavato i denti e dopo essersi messo un bavaglino sul collo, cerca di mangiare la Cattedrale di Chichester, ma dopo un morso comincia a urlare dal dolore.
- Il tunnel per Giava: Vercotti mostra una mappa che illustra il tragitto che Ron farà scavando un tunnel verso Giava. Quando l'annunciatore chiede a che punto è, Vercotti rivolge a Ron la stessa domanda e, da una buca, spunta Ron che dice che ha avanzato circa ottanta centimetri.
- Spaccare un vagone di un treno col naso: Vercotti spiega all'annunciatore, mentre stanno camminando su delle rotaie, che Ron deve spaccare un vagone ferroviario col naso e intanto, in lontananza, si sente Ron che urla dal dolore.
- Corsa verso Mercurio: Vercotti spiega che Ron, una volta uscito dall'atmosfera terrestre, potrebbe raggiungere Mercurio. Ron prova a saltare da una rampa, ma cade e muore.
- Permanenza sottoterra: La scena cambia con una veduta della tomba di Ron e Vercotti spiega che Obvious tenterà di stabilire il primato di permanenza sottoterra.